# اکسل کیسیلوف
آکسل کیسیلوف (Axel Kicillof) (متولد ۲۵ سپتامبر ۱۹۷۱)، اقتصاددان و سیاستمدار پرونیست آرژانتینی و از سال ۲۰۱۹ تا کنون فرماندار بونس آیرس بوده است.
کیسیلوف یک چرخش ایدئولوژیک، از تدریس اقتصاد مارکسیستی تا دکترین پرون، را تکمیل کرده به حزب عدالت‌گرا ملحق شد و اکنون معاون این حزب است. این فرماندار به عنوان ترکیبی از دانش علمی و کاریزمای فوق‌العاده شناخته می‌شود.
کیسیلوف همچنین از سال ۲۰۱۳ تا ۲۰۱۵ به عنوان وزیر اقتصاد آرژانتین تحت اداره رئیس‌جمهور کریستینا فرناندس دی کیرشنر ایفای وظیفه کرد. کیسیلوف از سوی زندگی‌نامه نویسش به عنوان «استاد اقتصاد، کسی که کریستینا کیرشنر را شیفته خود ساخت» توصیف شده، در دولتی‌سازی دوباره شرکت انرژی YPF نقش بارزی داشت. به توصیه او بود که رئیس‌جمهور فرناندز دی کرشنر تصمیم گرفت به خواسته‌های دارندگان اوراق قرضه باقی مانده برای بازپرداخت بدهی آن‌ها در سال ۲۰۱۴ پاسخ ندهد. این تصمیم در کنار دیگران از سوی سازمان ملل متحد، سازمان کشورهای آمریکایی، G-77 (133 کشور)، شورای روابط خارجی، اتحادیه بانکداران آمریکا و دارندگان اوراق قرضه که پرداخت‌هایشان با حکم ۲۰۱۴ متوقف شده بود، مورد حمایت قرار گرفت.
کیسیلوف از ایام محصلی، زمانی که عضو گروه جوانان La Campora حامی کیرشنر و رئیس گروه محصلین رادیکال TNT بود، شدیداً معتقد به اقتصاد کینزی و ستاینده پرشور کیرشنر بود. او به مدت زمان طولانی استاد علوم اقتصادی در دانشگاه بوئنوس آیرس و منتقد صریح سیاست‌های نئولیبرال اخلاف کیرشنر بود، او به‌خاطر مدل موی غیرمتعارف و لباس پوشیدنش معروف است که نشان‌دهنده دیدگاه‌های ضد نظام اوست.

## اوان زندگی و تحصیلات
کیسیلوف دومین فرزند سه فرزندی بود که از روان‌پزشک نورا بارنستاین و روان‌کاو دانیل کیسیلوف، هر دو یهودی غیرمتعهد اشکنازی، متولد شد. کیسیلوف در منطقه ریکولیتا بزرگ شد. پدرش زمانی که کیسیلوف ۲۲ ساله بود خودکشی کرد.
کیسیلوف، از سال ۱۹۸۴ تا ۱۹۸۹، به دانشگاه Colegio Nacional de Buenos Aires رفت. از سال ۱۹۹۰ تا ۱۹۹۵ او در دانشکده علوم اقتصادی در دانشگاه بوئنوس آیرس (UBA) تحصیل کرد. کیسیلوف از magma cum laude فارغ‌التحصیل شده، لیسانس‌اش را در اقتصاد به‌دست‌آورد و بر سکتور عمومی متمرکز بود. او در کلاس ۱۲۲ نفری‌اش درجه اعلی داشت. از سال ۱۹۹۷ تا ۲۰۰۵ میلادی، او تحصیلات لیسانس خود را در UBA ادامه داده دکترایش را در اقتصاد به‌دست‌آورد. پایان‌نامه دکترایش که بعدها به عنوان یک کتاب اقبال چاپ یافت، تحت عنوان Genesis y estructura de la Teoria General de Lord Keynes (کتاب مقدس جنزس و ساختار نظریهٔ کلی لارد کینز) بود.
در دانشگاه او از رهبران برجسته دانشجویان بود. او رئیس سازمان محصلین Tontos pero No Tanto (TNT)، اسپانیایی به معنای احمقان، اما نه آنقدرها احمق) و همچنین عضو گروه جوانان La Campora حامی کیرشنر بود که حالا ریاست آن را مکسیمو کیرشنر به عهده دارد. او به عنوان رهبر محصلین «از سوی محصلان مثل یک راک استار تحسین می‌شد» از سال ۱۹۸۹ تا ۲۰۰۱ میلادی او از منتقدین صریح نئولیبرالیسم در آرژانتین بود.

## حرفه

### کارهای علمی
کیسیلوف از سال ۱۹۹۸ تا ۲۰۱۰ میلادی در دانشگاه بوئنوس آیرس (UBA) و دانشکده علوم اقتصادی استاد الحاقی بود.
زمانی که کیسیلوف استاد بود، به‌خاطر نوشته‌های ضد کیرشنر، مارکسیستی او در وبسایت CENDA (مرکز توسعه آرژانتین، اتاق فکری که توسط او رهبری می‌شد) مورد توجه قرار داشت. برخی از این نوشته‌ها بعداً از این سایت کشیده شدند.
کیسیلوف در سال ۲۰۰۳ میلادی اولین رهبر کارهای عملی و بعدها، معاون استاد منظم اقتصاد II در رشته جامعه‌شناسی شد. او همچنین در Escuela Superior de Comercio Carlos Pellegrini, Universidad Nacional de Quilmes و Universidad Nacional de General Sarmiento اقتصاد تدریس کرد.
در سطح کارشناسی ارشد، کیسیلوف در برنامه‌های کارشناسی ارشد و دکترای علوم اجتماعی در مؤسسه توسعه اقتصادی و اجتماعی در Universidad Nacional de General Sarmiento (UNGS-IDES) استاد اقتصاد بود. او در مؤسسه علوم اجتماعی آمریکایی لاتین (FLASCO)، استاد تاریخ اندیشه اقتصادی در برنامه کارشناسی ارشد برای سیاست عمومی برای توسعه با مشمولیت اجتماعی بود. در ابتدا، کیسیلوف در برنامه‌های کارشناسی ارشد و دکترا برای اقتصاد سیاسی با اقتصاد آرژانتین، با تخصص در دو مضمون، تاریخ اندیشه اقتصادی و اقتصاد مایکرو و اقتصاد ماکرو، مفاهیم بنیادی اقتصاد سیاسی، اقتصاد تدریس می‌کرد. کیسیلوف همچنین درسی را تحت عنوان «تفکیک سرمایه در حوزه سلامت» در دانشکده اقتصاد در دانشگاه بوئنوس آیرس تدریس می‌کرد.
کیسیلوف از نوامبر ۲۰۱۰، در CONICET معاون محقق بود. او در مرکز مطالعات برنامه‌ریزی توسعه (CEPLAD) در مؤسسه تحقیقات اقتصادی (دانشگاه بوئنوس آیرس) به عنوان معاون گماشته شده و از سال ۲۰۰۶ تا ۲۰۱۰ میلادی ایفای وظیفه کرد.

### سایر فعالیت‌های حرفه‌ای
کیسیلوف میان سال‌های ۱۹۹۰ و ۱۹۹۵ میلادی در ظرفیت‌های مختلف مشورتی برای کمیسیون ملی حمل و نقل وسایط موتوری (CONTA)، سیستم دولفین Tintorerias Ecologicas، موزه Eduardo Sivori (طرفدار)، Transportes Vidal S.A. , SARTOR S.A. , CALED S.A. , Molinari S.A. , Clinica Chirurgia Plastica, Centro Medico Bacigaluppi، مرکز تعلیمی تحقیقات و تداوی جنسی (CETIS)، مرکز یورولوژی و سلامت مردان (CEUSA) و دیگران کار کرد. او به‌صورت نیم وقت مدیر سیستم‌های مالی و اطلاعاتی در مرکز تشخیص و تداوی حساسیت‌ها در سال‌های ۱۹۹۰–۹۵ میلادی بود. او به عنوان معاون محقق (۱۹۹۳) و از سال ۱۹۹۴ تا ۱۹۹۵ میلادی به عنوان اقتصاددان جوان در مرکز میان آمریکایی برای مطالعات اقتصاد ماکرو و در همان زمان به عنوان مشاور کمیسیون ملی توسعه و توسعه پاتاگونیا در سال ۱۹۹۴ میلادی بود.
در سال‌های ۱۹۹۵–۹۶ میلادی او به عنوان مشاور معاونت هماهنگی اداری تکنیکی در وزارت توسعه اجتماعی کار کرد. در سال ۱۹۹۷ میلادی او مشاور تکنیکی وزیر دبیرکل قوه مجریه در ارتباط با تدوین برنامه اجتماعی دولت برای سال‌های ۱۹۹۸–۲۰۰۰ بود. در سال‌های ۱۹۹۷–۱۹۹۸ او مشاور شرکت مشورتی M-Unit شد. در سال ۱۹۹۸ او مدیر پروژه برای AperNet شد. در سال ۲۰۰۹–۲۰۱۰ او به عنوان مدیر مالی شرکت Aerolineas Argentinas در ارتباط با ترکیب برنامه تجاری آن باری سال‌های ۲۰۱۱–۲۰۱۴ بود. به گفته ال‌پاییس، او یکی از چندین عضو قبلی TNT بود که به تیم مدیریتی خطوط هوایی جدیداً ملی‌شده ملحق شد.
کیسیلوف در سال ۲۰۱۱ به عنوان معاون مدیر کل شرکت Aerolineas Argentinas گماشته شد. در همان سال او در هیئت مدیره Siderar، یک شرکت آهن آلات، از طرف دولت آرژانتین در عوض تأیید دولتی پرداخت ۱٫۵ میلیون دلاری این شرکت در اقساط، منصوب شد.

## حرفه سیاسی
با آغاز دور دوم کریستینا فرناندز دی کیرشنر به عنوان رئیس‌جمهور آرژانتین، آکسل کیسیلوف به عنوان وزیر سیاست اقتصادی و برنامه‌ریزی توسعه‌ای مقرر شد که چارت سازمانی مقامات وزارت اقتصاد و دارایی عمومی کشور را که ریاست آن را هرنان لورنزینو به عهده داشت، تشکل داد.
پس از آن، کیسیلوف در ۱۸ نوامبر ۲۰۱۳ به‌صورت رسمی وزیر اقتصاد شد.

### YPF
کیسیلوف در ملی‌سازی دوباره YPF نقش بارزی داشت.
در دسامبر ۲۰۱۱ رئیس‌جمهور کریستینا فرناندز دی کیرشنر، کیسیلوف را به سمت وزارت (یا معینیت) سیاست اقتصادی و برنامه‌ریزی توسعه مقرر کرد. او برای پذیرفتن این سمت از کارهای دانشگاهی مرخصی گرفت. در این سمت، کیسیلوف ملی‌سازی بحث‌برانگیز YPF، شرکت روغنیات آرژانتین که بعدها توسط شرکت انرژی اسپانیایی ریپزول مدیریت می‌شد، را در سال ۲۰۱۲ نظارت می‌کرد. این شرکت بزرگترین شرکت استحصال در تاریخ آرژانتین بود. او این اقدامش را به عنوان بخشی از معکوس کردن سیاست‌های اقتصادی آرژانتین دهه ۱۹۹۰، زمانی که پیزو به دلار متصل شده و دارایی‌های دولتی به فروش رسانیده شده بودند، توجیه کرد. در ارتباط با نظارت او از تصرف YPF، کیسیلوف از ماه ژوئن ۲۰۱۲ به عنوان مدیر YPF SA کار کرد. قدرت او در YPF برابر با مدیر مالی بود. او به نام «ایدیولوگ صلب مالکیت YPF» یاد می‌شود.
کیسیلوف در آوریل ۲۰۱۲، به کنگره آرژانتین گفت که این کشور در مقابل YPF، به گونه‌ای که ریپزول درخواست کرده بود، ۱۰ میلیارد دلار نمی‌پردازد. نهایتاً در نوامبر ۲۰۱۳ یک موافقه با ریپزول به دست آمد که در آن شرکت ریپزول به ازای ۵۱ درصد سهام YPF مبلغ ۵ میلیارد دلار در ۱۰ سال دریافت خواهد کرد.

### وزیر اقتصاد
در ۱۸ نوامبر ۲۰۱۳، رئیس‌جمهور کریستینا فرناندز دی کیرشنر، کیسیلوف را به سمت وزارت اقتصاد منصوب کرد. در ماه ژوئیه ۲۰۱۴ روزنامه Newsweek گزارش داد که کیسیلوف «از بسته کامل رئیس‌جمهور آرژانتین کریستینا کیرشنر لذت می‌برد». به گفته زندگی‌نامه‌نویسش، کیسیلوف، به سهم خود، «معتقد است که کریستینا کیرشنر خیلی بهتر از کیرشنر است». او همچنین دوست نزدیک پسر کریستینا، ماکسیمو، است.
مختصر زندگی کیسیلوف در نیویورک تایمز در ۲۶ ژانویه ۲۰۱۴، با عنوان «وزیر با نفوذ در پشت تغییر اقتصادی آرژانتین» منتشر شده بود. به گزارش تایمز، کیسیلوف رهبری «تغییر در سیاست‌های دولت» را برعهده داشت، زیرا آرژانتین به دنبال «دسترسی مجدد به بازارهای مالی جهانی، پس از عدم پرداخت بدهی خارجی این کشور در سال ۲۰۰۲» بود. این نمایه کیسیلوف را به عنوان «عزیز… یک دانشمند با لباس سبک راکابیلی و بیزاری از دریشی‌های تجاری» توصیف کرد و گفت که او «به عنوان چهره تغییرات سیاستی ظاهر می‌شود که باعث ایجاد لرزش در بازارهای مالی در سراسر جهان در حال توسعه خواهد شد». و همچنین «تأثیر بیشتر بر مجموعه‌ای از حوزه‌ها، از صنعت نفت آرژانتین گرفته تا تلاش‌های دولت برای کند کردن فرار سرمایه و بهبود روابط با طلب‌کاران بین‌المللی». تایمز با اشاره به این‌که در نوشته‌های کیسیلوف «از مفاهیم مارکسیستی برای تفسیر کار اقتصاددان بریتانیایی جان مینارد کینز استفاده می‌شود»، نشان داد که کیسیلوف به دنبال اعمال کنترل بیشتر دولت بر اقتصاد آرژانتین در زمانی بود که رشد به‌طور چشم‌گیری کاهش می‌یابد و تورم در حال افزایش است.
زمانی که آرژانتین در ژانویه ۲۰۱۴ ارزش پیزو را کاهش داد، کیسیلوف تقصیر را بر گمانه‌زنی بازار مبادله ارز توسط خوان خوزه آرانگورن، رئیس شِل انداخت. در همین سال، زمانی که پیزو در پایین‌ترین ارزش خود نسبت به دلار قرار گرفت، او «صندوق‌های کرگس – vulture funds» ایالات متحده را مقصر دانست.
در ماه اوت ۲۰۱۴ ال پائیس گزارش داد که کیسیلوف اخیراً بر رئیس بانک مرکزی، خوان کارلوس فابریگا، در دو مناظره شامل این که آیا باید به طلب‌کاران پول معوقه پرداخت شوند یا خیر، غالب شد.
کیسیلوف در سال ۲۰۱۴ میلادی به مجلس سنا گفت «یک اتفاق‌نظر جهانی وجود دارد که در آرژانتین هیچ عدم پرداخت بدیهی ندارد» و «هیچ دلیل اقتصادی یا مالی وجود دارد که چرا دلار معادل ۱۵ پیزو باشد». با این وجود، ادارات بین‌المللی رتبه‌بندی مانند Standard and Poor’s نشانه‌های وضعیت عدم پرداخت بدیهی آرژانتین را منتشر کردند.